# Astragalus iodopetalus
Astragalus iodopetalus es una especie de planta del género Astragalus, de la familia de las leguminosas, orden Fabales.

## Distribución
Astragalus iodopetalus se distribuye por Estados Unidos.

## Taxonomía
Fue descrita científicamente por (Rydb.) Greene ex Barneby. Fue publicada en Amer. Midl. Naturalist xxxvii. 471 (1947).